# Логор Вилина Влас
Вилина влас био је логор за силовање активан током рата у Босни. Служио је као један од главних заточеничких објеката у којем су чувари затворенике премлаћивали, мучили и убијали, а жене силовали током масакра у Вишеграду током рата у Босни 1990-их. Налази се око четири километра североисточно од Вишеграда, у селу Вишеградска Бања.
После рата Вилина Влас је поново отворена као туристички објекат. Локалне власти су се активно супротстављале спомен-обележју и потискивале помињање њихових злочина у некада претежно муслиманском региону.

## Логор
Године 1992. концентрациони логор и логор за силовање у хотелу Вилина влас био је један од главних заточеничких објеката на подручју Вишеграда. Основао га је Ужички корпус крајем априла 1992. и одиграо је значајну улогу у етничком чишћењу несрпског становништва овог подручја. Хотел је служио као "бордел". Бошњачке жене и девојчице, међу којима многе још нису имале 14 година, у логор су довели полицајци и припадници паравојних група Бели орлови, Аркана и Војислава Шешеља 
Милан Лукић, вођа локалне групе паравојних формација које се називају Бели орлови, Осветници или Вукови, основао је свој штаб у хотелу Вилина влас, једној од различитих локација где су били заточени локални Бошњаци. Група, повезана са локалном полицијом и српским војним јединицама, играла је истакнуту улогу у етничком чишћењу Вишеграда, починивши бројне злочине укључујући убиство, силовање, мучење, премлаћивање, пљачку и уништавање имовине.
Многа силовања на подручју Вишеграда су наводно почињена на очигледно систематски начин. У извјештајима Комисије експерата Уједињених нација Савету безбједности (Комисија Басиоуни) наводи се да су жртве сакупљане и транспортоване на места попут Вилине Влас и Хотела Вишеград, очигледно у сврху заточења и силовања.
У једном извештају Басиоунијевој комисији процењује се да је 200 жена, првенствено Бошњакиња, било заточено у Вилиној Власи и сексуално злостављано. Хотел је био познат као место где су биле заточене само младе, лепе жене, а у сведочењу Басиоунијевој комисији се тврди да су жене доведене у овај логор биране да рађају „четничку” децу и да су пажљиво „одабране”. Тврдило се да су млађе девојке одвођене у хотел, док су старије жене одвођене на друге локације, као што су напуштене куће, где су силоване. Сматрало се да број и доследност извештаја пружају разумну потврду да се велики број силовања заиста догодио у хотелу.
Затвореници су више пута силовани и тучени пендрецима. Многе жене су убијене, док су друге прогнане, полуделе или су себи одузеле живот. Преживело је само неколико затвореница – мање од десет према Удружењу жена жртава рата, организацији која ради са женама које су преживеле и води кампање за процесуирање починилаца. Већина затвореница је или убијена или себи одузела живот. Тела жртава нису пронађена и наводно су закопана на скривеним локацијама, а затим поново сахрањена.
Током масакра у Сјеверину, 16 Бошњака је отео Милан Лукић док је путовао аутобусом из Србије за Босну, који су одведени у Вилину Влас, где су мучени и убијени.
Логор је на крају затворен када се за његово постојање сазнало изван Босне, а преживели заточеници пребачени у друге логоре.

## Суђења
Милан Лукић је проглашен кривим за стријељање заточеника у логору. Он није оптужен за силовање иако је и то добро документовано. Председница Удружења жена жртава рата Бакира Хасечић оштро је критиковала Међународни кривични суд за бившу Југославију у Хагу јер није уврстио силовање међу оптужбе против Милана Лукића када је изведен пред суђење. Једна преживела жена пријавила је да ју је Лукић силовао неколико пута док је била заточеница у хотелу.
Оливер Крсмановић је оптужен за силовање и тешко сексуално злостављање заточеница Бошњакиња у Вилиној Власи, као и за масакр 70 Бошњака у селу Бикавац.
Ристо Перишић, начелник полиције и члан Кризног штаба, наводно је помагао у мучењу, силовању и погубљењу заточеника у Вилиној Власи. Душко Андрић, директор Вилина влас, пријављен је као један од починилаца силовања у хотелу. Душко Андрић је пензионер који и даље живи у Вишеграду. Никада није оптужен ни за какав прекршај.

## Уметност и култура
Боравак у Вилиној Власи током посете Вишеграду инспирисао је аустралску уметницу перформанса Ким Веркоа за рад „Седам километара североисточно: Представа о географији, туризму и зверству”. Године 2013. објављен је филм Јасмиле Жбанић и Ким Верко За оне који не могу да говоре. Филм показује како се стравични злочини почињени над женама у Вилиној Власи и данас гурају под тепих, док починиоци остају некажњени, а хотел ради као да се ништа није догодило.

## Такође погледајте
- Силовања током рата у Босни и Херцеговини